# Mehmed II
"Fatih Sultan Mehmet" đổi hướng đến đây. Để biết về một chiếc cầu bắc qua eo biển Bosphorus, xem cầu Fatih Sultan Mehmet
Mehmed II (Tiếng Thổ Ottoman: محمد الثانى Meḥmed-i s̠ānī, tiếng Thổ Nhĩ Kỳ: II. Mehmet), (còn được biết như Mehmed Kẻ Chinh Phục, tức el-Fātiḥ (الفاتح) trong tiếng Thổ Ottoman, hay, Fatih Sultan Mehmet trong tiếng Thổ Nhĩ Kỳ; còn gọi là Mahomet II ở châu Âu thời cận đại) (30 tháng 3 năm 1432, Edirne – 3 tháng 5 năm 1481, Hünkârçayırı, gần Gebze) là vị Sultan thứ bảy của đế quốc Ottoman (Rûm trước cuộc chinh phạt) trong hai giai đoạn, đầu tiên là từ năm 1444 tới tháng 9 năm 1446 và sau đó là từ tháng 2 năm 1451 tới 1481. Ở tuổi 21, ông chinh phạt Constantinopolis, dẫn tới sự sụp đổ của Đế quốc Đông La Mã. Mehmed tiếp tục chinh chiến ở châu Á, thống nhất lại Tiểu Á, và mở rộng lãnh thổ tới Beograd ở châu Âu. Sau đó, ông hợp nhất chính sách trị dân cũ của Đông La Mã với chính sách trị dân của nhà Ottoman. Ngoài tiếng Thổ Nhĩ Kỳ, ông còn nói được các tiếng Ả Rập, Hy Lạp, Ba Tư, Serbia, Ý,…
Mặc dù Mehmed II đã qua đời khi còn nhiều chiến dịch đang dang dở và không thỏa mãn được mục tiêu xây dựng một đế chế toàn cầu, tuy nhiên ông lại là người đã thiết lập sự ưu việt cho Thổ Nhĩ Kỳ Ottoman trong thế giới Hồi giáo. Trong nỗ lực chinh phục, ông đã mở rộng ảnh hưởng của Ottoman ở phía đông tới tận Euphrates và phía tây trên khắp Balkan và thậm chí trên bán đảo Ý. Dù ông bị chửi rủa vì sự tàn bạo và lòng nhiệt thành của mình hay là được chào đón vì những thành công này, Mehmed II, Kẻ chinh phục, đã khẳng định uy quyền của vương quốc và bảo vệ tính cách của Đế chế Ottoman. Từ phần còn lại của Byzantium, ông đã xây dựng một thủ đô rực rỡ của một Đế chế Thổ Nhĩ Kỳ đang phát triển, sẽ là một cường quốc thế giới trong bốn thế kỷ tiếp theo.

## Thiếu thời
Mehmed II là con trai thứ ba của Murad II (1404 - 1451), vị vua thứ sáu của Đế quốc Ottoman. Ngay từ nhỏ, Mehmed đã là một đứa trẻ khỏe mạnh và lanh lợi, trong khi đó những người anh trước của ông thường hay gầy yếu bệnh tật. Vì vậy, dù mẹ của Mehmed, Huma Hatun chỉ là một nô lệ, Mehmed lại được cha đặc biệt thương yêu và tin tưởng, chính Murad đã lấy tên cha mình là vua Mehmed I (1379-1420) để đặt cho con trai mình, với mong muốn đứa trẻ sau này sẽ làm nên nghiệp lớn như người ông nội của nó. Khi Mehmed vừa bập bẹ biết nói thì Murad đã vời các thầy giáo giỏi nhất nước vào làm gia sư cho con trai mình. Tiếp theo, Murad II sắp xếp cho Mehmed vào học một trường học đặc biệt ở nội cung, đó cũng là nơi học của con cháu của các nhà quý tộc hoặc những đứa trẻ thông minh lanh lợi, con của các tù binh. Việc này nhằm giúp cho Mehmed kết giao với những người bạn tài năng để sau này họ sẽ giúp đỡ ông làm nên nghiệp lớn. Đồng thời, khi bắt đầu trưởng thành thì Mehmed được vua cha cử đi làm tổng trấn tỉnh Manisa tại Tiểu Á để học tập kinh nghiệm trị quốc.

## Trị vì lần đầu (1444 - 1446)

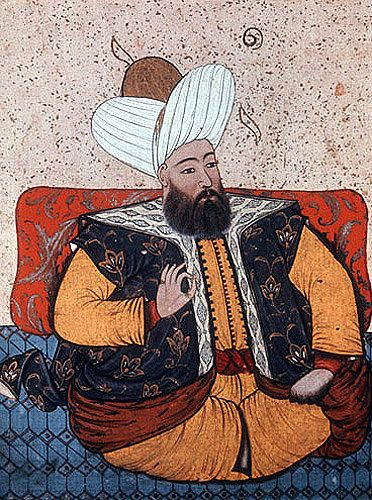
Sultan Murad II

Năm 1444, Sultan Murad II đã cảm thấy quá mệt mỏi với các công việc triều chính và chiến tranh nên quyết định về phủ Manisa an hưởng tuổi già, và truyền ngôi cho Mehmed. Về phần vua con, được sự giúp đỡ của các thầy học và các đại thần, ông dần dần đã nắm được cách trị vì đất nước.
Nhưng giữa lúc đó thì một sự biến quan trọng xảy ra: vua Władysław III của Ba Lan và Hungary gây chiến. Ông này trước đây đã phát động Thập tự chinh đánh bại quân Ottoman và ký hòa ước Segedin với Murad, nay nhân cơ hội Mehmed còn nhỏ tuổi liền cất binh, xé bỏ hòa ước Segedin, lấy cớ là hòa ước này do Władysław ký với Murad và khi Murad đã thoái vị thì nó không còn hiệu lực nữa. Được cộng hòa Venezia, Giáo hoàng, hoàng đế Đông La Mã và một số thế lực châu Âu khác ủng hộ, Władysław III đã tổ chức được một cuộc Thập tự chinh lớn. Thập tự quân nhanh chóng tiến sâu vào lãnh thổ Ottoman và áp sát trọng trấn Varna nằm trên bờ Hắc Hải. Đồng thời, một số quan lại địa phương cũng nhân cơ hội tuyên bố độc lập.
Trước tình hình đó, Mehmed buộc phải vội vã phi ngựa tới phủ Manisa mời vua cha về chấp chính. Sau đó, Murad II đã xuất quân đánh tan tác đạo Thập tự quân tại trận Varna (1444), Władysław III cũng tử trận. Mối họa xâm lược bị đẩy lùi. Sang năm sau, Murad II lại trao quyền cho vua con rồi quay về Manisa.
Tuy nhiên, một bộ phận Cấm vệ quân Janissary lại nổi loạn, tỏ ý không phục ấu chúa và đòi Murad quay trở lại ngôi vị. Không còn cách nào khác, tháng 5 năm 1446 Mehmed II lại phải đích thân ra Manisa mời vua cha về lên ngôi thêm một lần nữa.

## Khoảng thời gian chuẩn bị tích cực cho việc kế ngôi (1446 - 1451)

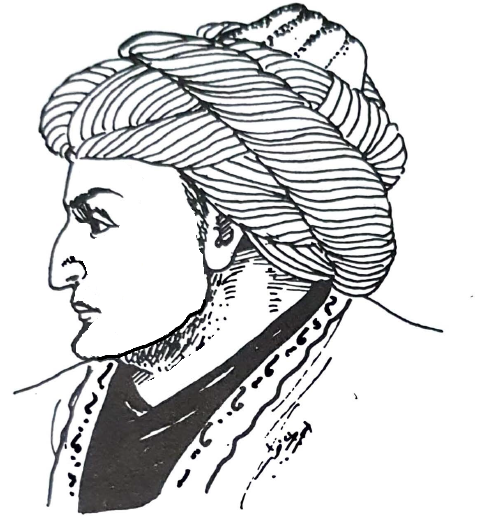
Sultan Mehmed II khi còn trẻ

Sau hai cuộc phong ba nói trên, Mehmed cảm thấy rất rõ là với trình độ hiện có của mình, việc cai trị một tỉnh nhỏ thì được chứ cai trị một đất nước rộng lớn thì rõ ràng là ông chưa đủ sức. Vì vậy, sau đó ông đã ra sức học hỏi thêm kiến thức và chăm chỉ làm việc để bồi dưỡng kinh nghiệm cho mình.
Trong thời gian này, Mehmed đọc rất nhiều truyện ký về Alexandros Đại đế cũng như các tướng lĩnh La Mã nổi tiếng để từ đó rút ra kinh nghiệm về cách trị quốc cũng như các tri thức quân sự, chiến thuật, chiến lược, hậu cần… Ông cũng ra sức học thêm nhiều ngôn ngữ, ví dụ tiếng Ả Rập, Hy Lạp, Ba Tư, Serbia, Ý v.v… vì ông ý thức rõ rằng, quốc gia Ottoman nằm giáp giới giữa châu Âu và châu Á nên tình hình dân tộc và ngôn ngữ ở khu vực này khá đa dạng và phức tạp. Ngoài ra ông cũng rất yêu thích thi ca, thuộc lòng các bài thơ cổ Hy Lạp, La Mã, Ba Tư, bản thân Mehmed cũng là một nhà thơ. Mehmed còn là một người làm vườn giỏi, ông thường thư giãn bằng cách trồng tỉa vườn hoa và vườn cây ăn quả ở nội cung.
Triết học cũng thu hút niềm yêu thích của Mehmed, nhất là triết học Aristotle và triết học Khắc kỉ (Stoicism). Dần dần, sau năm năm, Mehmed từ một thiếu niên còn rất ngây thơ đã trở thành một thanh niên tài năng có học vấn rất uyên bác.

## Trị vì lần thứ hai (1451 - 1481)

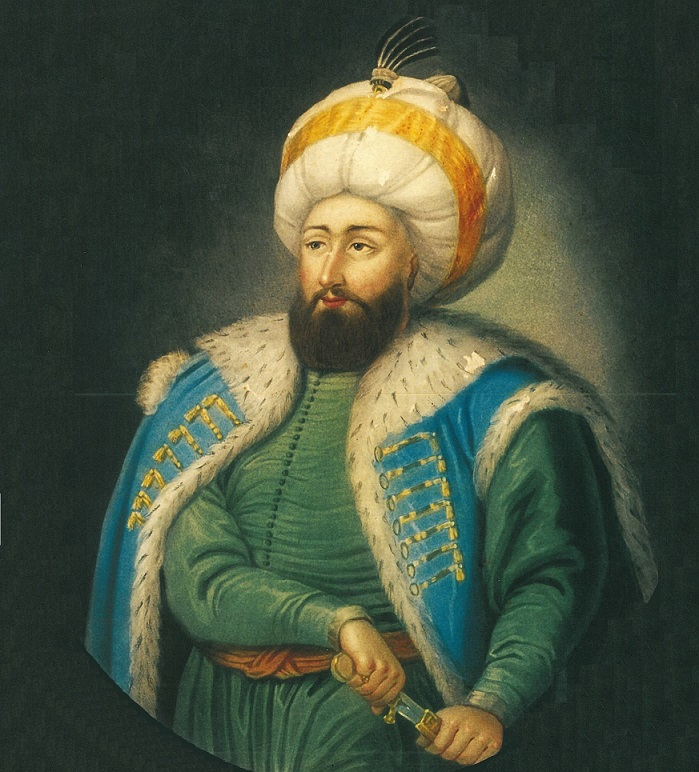
Sultan Mehmed II

Ngày 18 tháng 2 năm 1451, Murad II lâm bệnh và qua đời tại Edirne. Mehmed hay tin, lập tức cùng những người thân tín phi ngựa bất kể ngày đêm đến thủ đô, chấm dứt bổn phận của tổng trấn Manisa. Ngày 18 tháng 2 năm 1451, ông lên ngôi ở Edirne, trở thành vua thứ bảy của đế quốc Ottoman. Ngay ngày hôm đó, Mehmed đã hạ lệnh giết chết một người em trai cùng cha khác mẹ mới tám tháng tuổi của mình vì người em trai này, con của Murad II với một công chúa người Serbia, là một kẻ thù tiềm tàng trong việc tranh ngôi của Mehmed II. Vài năm sau ông còn ra một chiếu thư mà khiến ai cũng rùng mình, quy định rằng các hoàng đế nhà Ottoman có quyền giết chết các anh em của mình để duy trì hoàng vị và an ninh quốc gia. Đây cũng là cơ sở cho các cuộc nồi da xáo thịt trong hoàng tộc Osman sau này. Từ đó, Mehmed hoàn toàn thay đổi cá tính, từ một con người nho nhã nhu nhược trở thành kẻ quyết tâm dùng cường quyền để mở rộng và củng cố nền thống trị của mình.
Trong suốt cuộc đời của mình, Mehmed đã tỏ ra căm thù với Kitô giáo và ông rất mong muốn nhanh chóng tiêu diệt nó. Do đó, trước hết cần phải làm là tìm kiếm vị trị, cuối cùng ông đã nhìn về phía Tây, hành động quân sự quan trọng đầu tiên của ông ta là xây dựng một pháo đài lớn ở phía tây của eo biển Bosporus để cảnh sát việc vận chuyển hàng hóa và nô lệ đến Biển Đen. Đây như là một đòn giáng mạnh mẽ xuống thị quốc Constantinople ở gần đó, nơi đã bị cô lập giữa lòng Hồi Giáo trong hàng thế kỷ. Theo quốc vương Mehmed, "Ghaza (Chiến tranh thần thánh) chính là một nhiệm vụ cơ bản đối với tất cả những chiến binh Hồi Giáo, như trong trường hợp của cha chúng tôi." Cụ thể, ông đã từng nói rằng, "Cuộc chinh phạt (ở đây ám chỉ Constantinople) là một điều vô cùng cần thiết cho tương lai và sự an toàn của nhà nước Ottoman." Những cư dân còn lại của thành phố sôi động và quan trọng này đã vô cùng sợ hãi trước những ý định đó của Mehmed. Từ ngày 6 tháng 4 năm 1453, quốc vương Mehmed, với sự trợ giúp của những khẩu đại bác khổng lồ, đã đến và bắt đầu bao vây tàn dư cuối cùng của nhà nước Đông La Mã đã tồn tại trong hơn 1000 năm. Tuy vậy, cư dân thị quốc này vẫn chống cự rất quyết liệt với các cuộc tấn công của vua Mehmed. Các lực lượng của Venice và Hungary đã được huy động đến để bảo vệ thành phố, tuy nhiên đã quá muộn, quốc vương Mehmed đã hành động nhanh chóng để tiêu diệt thành phố với số quân áp đảo của ông ta.
Đối với nhiều người, sự sụp đổ của Byzantium và nền tảng của một Đế chế Hồi giáo thống nhất đang đứng giữa châu Âu và châu Á đã đánh dấu sự phân chia giữa thời trung cổ và thời kỳ hiện đại. Đối với Mehmed, một vị vua quan trọng nhất trong thế giới Hồi giáo, việc đó đã đánh dấu sự khởi đầu của giấc mơ Hồi giáo là tạo ra một đế chế phổ dài trên khắp Á Âu. Sau khi chiếm xong Constantinople, ông đổi tên cho nó thành Istanbul, nghĩa là Thành phố Hồi giáo.
Năm 1448, ông đã đánh bại liên minh Kitô giáo tại trận chiến thứ hai ở Kosovo (trận đầu tiên diễn ra vào năm 1389). Khi mặt trận ở Balkan được bảo đảm an toàn, quốc vương Murad II phi ngựa quay về hướng đông để đánh bại liên quân lính Ba Tư và các tiểu vương quốc của Karamanid và orum-Amasya do con trai của Timur, Shah Rokh chỉ huy. Năm 1450, Murad II đã chỉ huy đoàn quân của mình tiến vào Albania, tuy nhiên ông đã gặp thất bại trong một cuộc bao vây lâu đài Kruje trong một nỗ lực đánh bại cuộc kháng chiến do Skanderbeg lãnh đạo.

## Mở rộng bờ cõi

### Sự thất thủ Constantinopolis

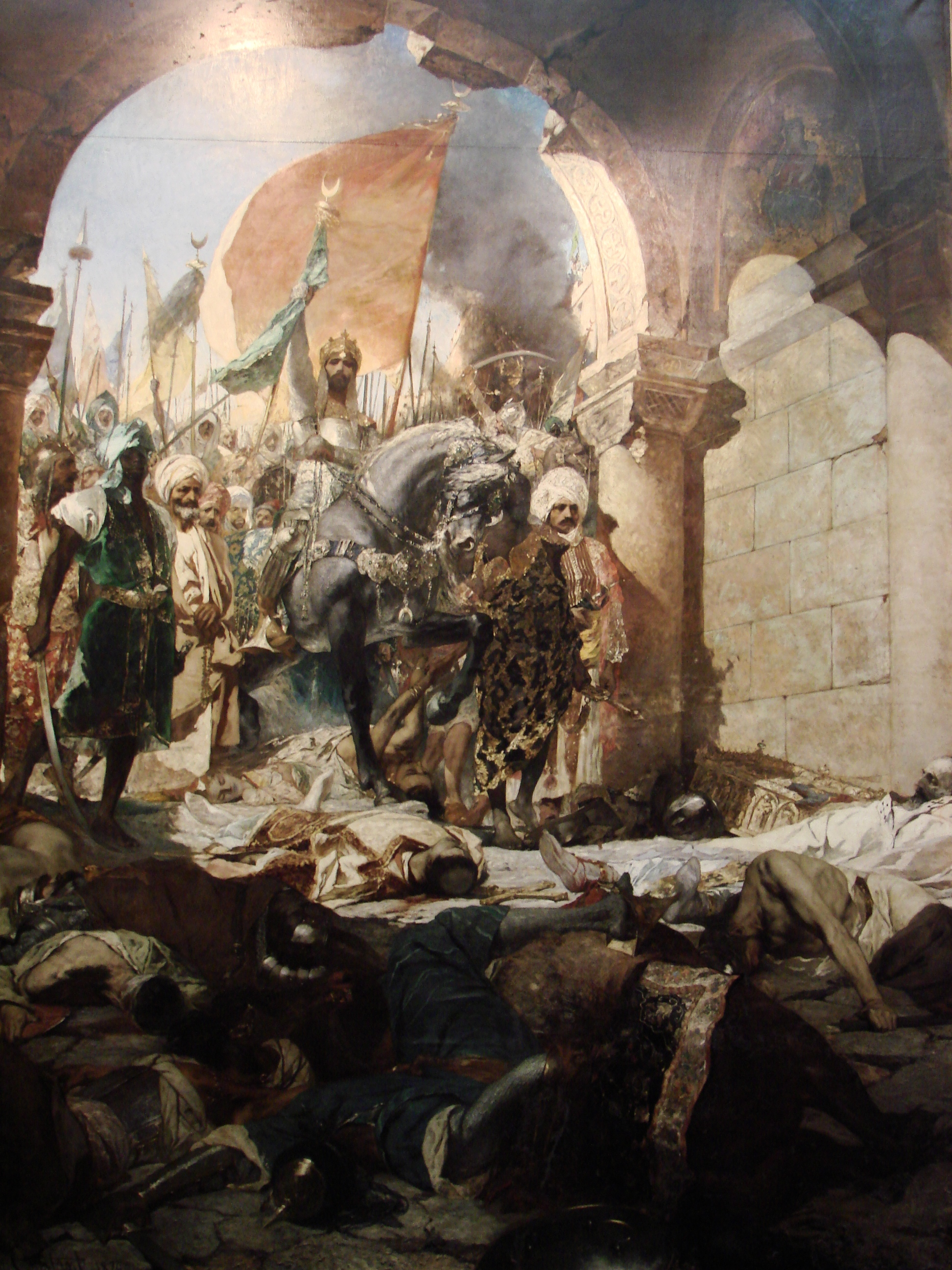
Mehmed II hạ thành Constantinopolis, họa phẩm của Fausto Zonaro

Một trong những mục tiêu đầu tiên mà Mehmed II nhắm tới chính là lãnh thổ của Đế quốc Đông La Mã, lúc này chỉ còn kinh đô Constantinopolis và một số vùng phụ cận nhỏ xung quanh. Khi Mehmed II lên ngôi, đế quốc Ottoman đã có lãnh thổ hết sức to lớn nằm vắt ngang châu Âu và châu Á. Tuy nhiên, tại trung tâm của đế quốc vẫn tồn tại lãnh thổ chưa chịu khuất phục của người Byzantine. Sự tồn tại này của chẳng khác một cây đinh đóng chặt vào ngay giữa quả tim của đế quốc. 

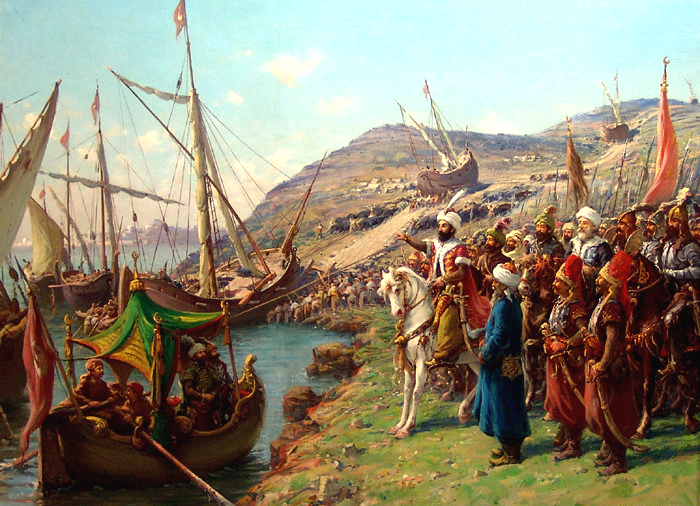
Quốc vương Mehmed II trong khi chuẩn bị đánh Constantinoplo

Vì vậy các vua nhà Ottoman đã từng nhiều lần có ý đồ nhổ bỏ chiếc đinh này khỏi lãnh thổ của mình. Ông cố của Mehmed là Bayezid I (1389 - 1402) đã từng mấy lần đem quân vây đánh Constantinopolis. Cha của Mehmed là Murad II cũng đã từng có lần bao vây thành này suốt hai tháng. Nhưng vì địa thế hiểm trở cũng như sự vững chãi của các tường thành mà tất cả những nỗ lực này đều không thành công. Nay Mehmed II một lần nữa chuẩn bị lực lượng vây đánh Constantinopolis, quyết tâm hoàn tất sự nghiệp dang dở của các bậc tổ phụ. Vì vậy không ngạc nhiên khi Mehmed rất khát khao làm chủ được Constantinopolis và biến nó thành thủ đô của Hồi giáo, điều này thể hiện qua hai câu nói: 
| “            | Trẫm chỉ có một mong muốn duy nhất. Hãy tặng Constantinopolis cho trẫm. | ” |
| — Mehmed II, |                                                                         |   |

| “            | Thời đại hiện nay đã thay đổi rồi, ta muốn đi từ phía Đông sang phía Tây, cũng giống như trước kia người Tây phương đi đến Đông phương. Trên thế giới này chỉ có thể có một đế quốc, chỉ có thể có một tôn giáo, chỉ có thể có một vương quốc. Muốn thực hiện được sự liên hệ đó thì trên đời này không có địa phương nào thích hợp hơn là Constantinopolis. | ” |
| — Mehmed II, | |   |

Năm 1451, Mehmed ráo riết củng cố hải quân Ottoman, và chuẩn bị cuộc chinh phạt Constantinopolis. Ở eo biển Bosporus chật hẹp, trước kia Bayezid I đã xây thành Anadoluhisarı ở phần châu Á; Mehmed dựng nên một ngôi thành vững chắc hơn, Rumelihisari ở phần châu Âu, thế là ông hoàn toàn làm chủ eo biển Bosporus. Để xây ngôi thành này, Mehmet hạ lệnh đánh thuế lên những chiếc thuyền chạy trong phạm vi tầm ngắm của đại bác họ. Một tàu thủy Venezia đòi ông phải ngưng làm việc đó, bị bắn và chìm nghỉm.

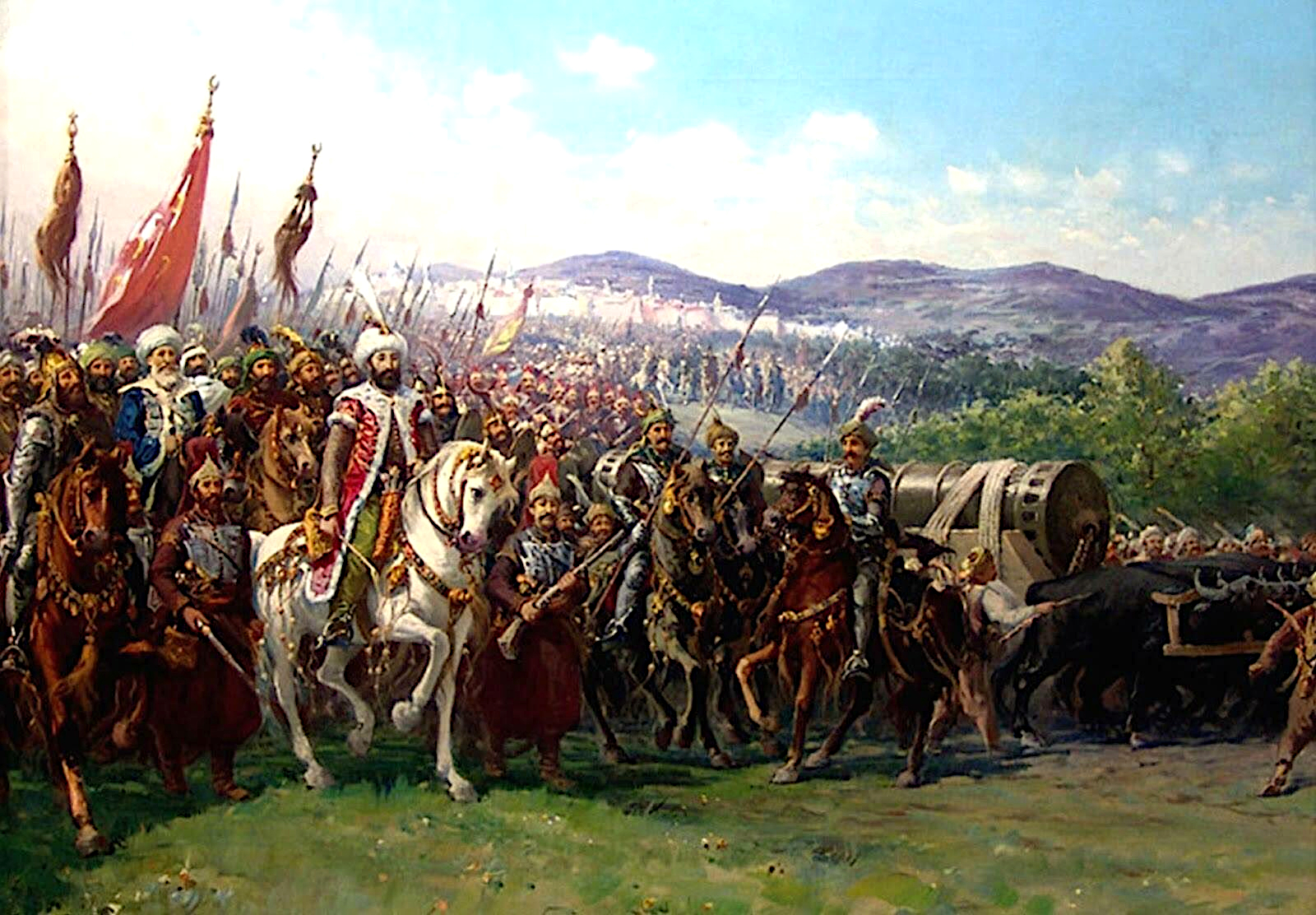
Quốc vương Mehmed II trong cuộc hành quân đến Constantinoplo

Ngày 6 tháng 4 năm 1453, Mehmed II và quân đội bắt đầu vây thành Constantinopolis. Ngày 29 tháng 5 năm 1453, ông và quân đội đến sát chân thành nhưng đã gặp phải sự kháng cự mạnh mẽ của quân hoàng đế Constantinus XI. Nhưng với ưu thế quá vượt trội về quân số cũng như trang bị, sau những cuộc giao chiến khốc liệt, quân Ottoman cuối cùng cũng tràn được vào thành. Tuyệt vọng, hoàng đế Constantinus XI thốt lên: "Thành đã mất thì ta còn sống làm gì nữa!" rồi xông thẳng vào biển quân Ottoman và hy sinh, thành Constantinopolis thất thủ. Quân Ottoman tàn phái thành và bắt 6000 người làm nô lệ. Nhưng sau đó, Mehmed thiên đô về Constantinopolis. Ngày 30 tháng 5 năm 1453, Mehmed chuyển đại thánh đường Hagia Sophia thành một thánh đường Hồi giáo, và bắt đầu xây dựng tân đô của Đế quốc.
Sau chiến thắng Constantinopolis, Mehmed II xưng hiệu "Hoàng đế La Mã" (Kayser-i Rûm), dù điều này không được công nhận bởi các vương quốc Tây Âu, giáo hội Chính thống giáo Hy Lạp hay các cộng đồng người Hy Lạp khác. 10 năm sau khi chinh phạt thành Constantinopolis, Sultan Mehmed II thân hành đến di tích thành cũ Troia và tuyên bố rằng ông đã rửa hận cho người thành Troia bằng việc chinh phạt người Hy Lạp - ở đây chỉ người Đông La Mã.

### Chinh chiến ở châu Á

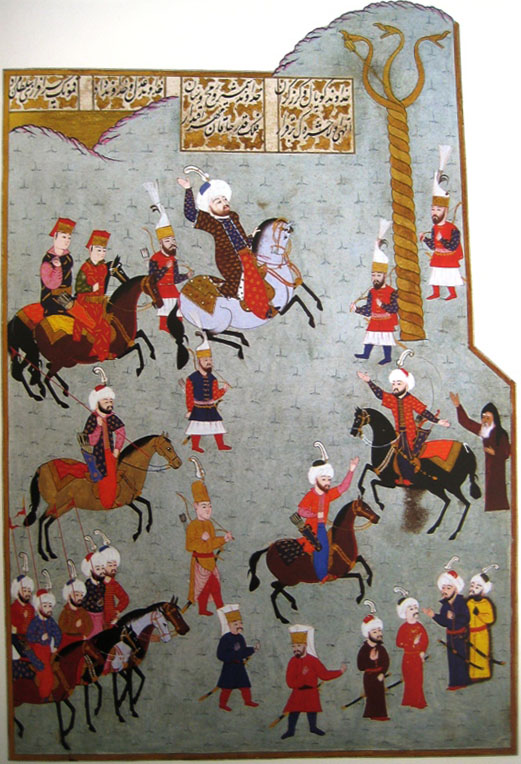
Họa phẩm thế kỷ 16 miêu tả Sultan Mehmed II trong một cuộc hành quân

Cuộc chinh phạt Constantinopolis khiến cho Mehmed II chuyển sự chú ý của mình sang phía đông. Trước đó, ông cố của Mehmed là Bayezid I đã thống nhất được Tiểu Á, nhưng cuộc tấn công của Đế quốc Timur đã phá nát Vương quốc Ottoman và khiến các vương quốc của người Thổ Nhĩ Kỳ ở miền Đông bán đảo Tiểu Á ly khai trở lại. Chính vì vậy, Mehmed II quyết tâm hoàn tất sự nghiệp dang dở của các bậc tổ phụ. Trước hết, ông chinh phạt các xứ của người Thổ, sau đó tiến lên phía Bắc và tiêu diệt Đế quốc Trebizond của người Đông La Mã vào năm 1461. Tiếp theo, Mehmed lại đánh nhau với xứ Ak Konyulu (hay còn được gọi là White Sheep) đang thống trị khu vực Đông Tiểu Á và Armenia.
Lúc bấy giờ, với mục đích giảm nhẹ áp lực của Đế quốc Ottoman lên các thuộc địa của mình tại bán đảo Balkan, Cộng hòa Venezia đã xúi giục vua Ak Konyulu là Uzun Hasan gây chiến với Mehmed, đồng thời viện trợ vũ khí cho Hasan. Để đối phó với Hasan, Mehmed II đã phải huy động một đạo quân hùng mạnh với rất nhiều nhân lực và vật lực của toàn đế quốc, ngay cả hai người con trai là Mustafa và Bayezid cùng với quan chưởng ấn cũng trực tiếp tham gia chiến đấu. Cuối cùng, quân Ottoman đại thắng trong trận Otlukbeli năm 1473. Các lực lượng Ottoman đã đồng thời tham gia vào nhiều lĩnh vực khác. Họ đang xông vào quần đảo Aegean và bao vây pháo đài trên đảo Rhodes. Đã có những cuộc tấn công tiếp tục vào Balkan, nhưng đáng kể nhất, Đế quốc đã tham gia vào một cuộc đấu tranh khác ở phía đông nam Anatolia với Ai Cập.
Đến đây, Mehmed II đã nắm được quyền kiểm soát toàn bộ vùng Tiểu Á, đồng thời xây dựng vùng này thành khu vực trung tâm của đế quốc Ottoman và cả nhà nước Cộng hòa Thổ Nhĩ Kỳ sau này. Thật vậy, những chiến thắng quân sự liên tiếp của Đế quốc Ottoman đã biến người Thổ Nhĩ Kỳ từ một ngoại tộc thành dân tộc chủ thể của Tiểu Á. Có thể nói, việc chinh phạt của Mehmed tại châu Á đã xúc tiến cho sự thành hình của dân tộc Thổ Nhĩ Kỳ hiện đại.

### Chinh chiến ở châu Âu
Từ năm 1454, Mehmed chủ động chống lại các hòn đảo trên Biển Aegean và chống lại Bán đảo Balkan với chi phí của cả Serbia và Hungary. Ông đã gặp nhiều thành công ở Aegean, và về phía bắc, ông buộc phải cống nạp hàng năm từ Moldavia. Các cuộc thám hiểm ban đầu vào Serbia đã đưa nó chặt chẽ hơn dưới sự kiểm soát của Ottoman, nhưng chiến dịch quân sự quy mô lớn đầu tiên sau khi Constantinople thất thủ đã được chỉ đạo chống lại Hungary. 

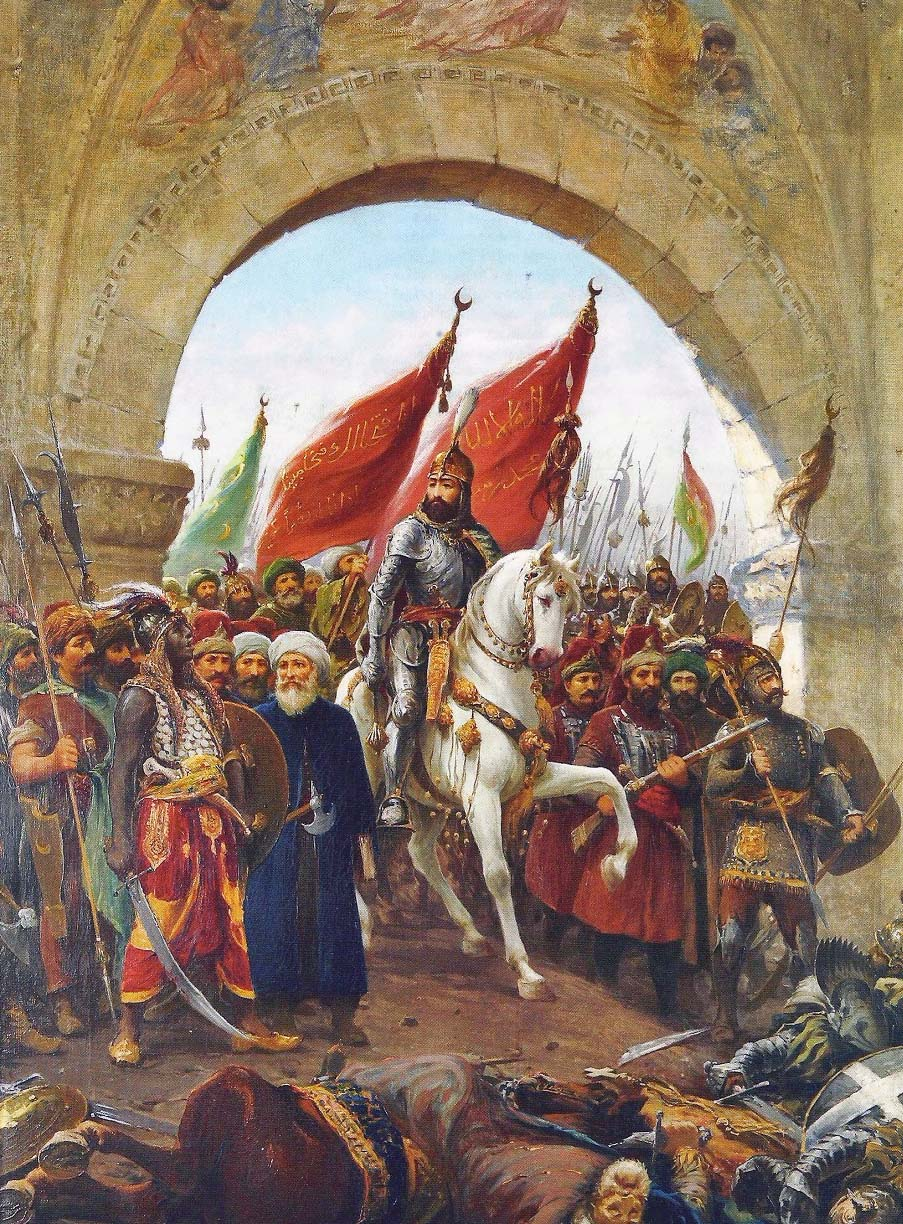
Hoạ phẩm của Sultan Murad II trong cuộc bao vây Constantine.

Belgrade được coi là thiết yếu để tiếp tục mở rộng vào lục địa châu Âu. Mehmed bắt đầu cuộc bao vây tồi tệ vào tháng 6 năm 1456. Sau khi ném bom dữ dội vào thành phố trong một thời gian dài, người Thổ Nhĩ Kỳ buộc phải rút lui và Mehmed bị thương ở đùi.
Trong khu vực Biển Đen, Mehmed cũng thành công. Ngay từ đầu trong triều đại của mình, ông đã buộc phải cống nạp từ các thuộc địa Genova khác nhau, sau đó chiếm đóng chúng hoàn toàn. Đến năm 1475, ông đã biến Crimea thành một quốc gia chư hầu của Đế chế, biến toàn bộ vùng biển gần như là một hồ nước của Ottoman.
Tiếp đó, năm 1460 Mehmed II lại xua quân xâm chiếm lãnh địa của người Đông La Mã ở châu Âu là Morea trên bán đảo Peloponnese. Đến năm sau, Mehmed lại xâm chiếm Đế quốc Trebizond ở châu Á. Kết quả là hai lãnh địa cuối cùng của người Đông La Mã đều nằm dưới sự cai trị của Đế quốc Ottoman. Cuộc chinh phạt Constantinopolis đã đem lại niềm vinh dự và thanh thế lớn cho người Thổ Nhĩ Kỳ.
Quân Ottoman tiến về Đông Âu, tới cửa ngõ Beograd và bắt đầu nỗ lực đánh chiếm thành phố này từ tay Đại tướng Janós Hunyadi trong Cuộc vây hãm Beograd năm 1456. Các võ tướng Hungary giữ được thành, quân Ottoman phải triệt binh với tổn thất nặng nề. Dù vậy, cuối cùng thì người Thổ cũng chiếm được hầu hết Serbia.
Năm sau (1463), sau một cuộc tranh chấp về cống vật của vương quốc Bosnia, Mehmed đã chinh phạt Bosnia và nhanh chóng toàn thắng, vua cuối cùng của Bosnia là Stjepan Tomasevic (1461 - 1463) bại vong.
Ông cũng gây chiến với chư hầu cũ của mình là vương công Vlad III Dracula xứ Wallachia. Năm 1462 Mehmed II đã gặt hái thảm bại khi bị Vlad tấn công trong cuộc tấn công ban đêm. Thế rồi, Mehmed chuyển sang giúp đỡ anh trai Vlad là Radu để trả thù cho những thất bại của quân đội Ottoman trên mặt trận. Với sự hỗ trợ của người Thổ, Radu nhanh chóng tước đoạt lãnh địa Wallachia trong cùng năm đó và buộc Vlad phải chạy trốn khỏi Wallachia.
Năm 1475, quân Ottoman giao chiến với Moldavia và bị Vương công Stefan III (1457 - 1504) đánh tan tành trong trận Vaslui. Tuy nhiên đến năm 1476 Mehmed trả được thù khi tiêu diệt gần như hoàn toàn quân đội ít ỏi của Moldavia trong trận Valea Albă. Tiếp đó ông tiến quân đến Suceava và cướp bóc, tàn phá thủ phủ của vùng này, mặc dù sau đó ông đã thất bại trong việc đánh chiếm lâu đài Suceava và pháo đài Piatra Neamţ. Đúng lúc đó thì một trận dịch bùng lên trong hàng ngũ quân Ottoman, đồng thời với nguồn nước trở nên thiếu hụt và Vương công Stefan III lại nhận được 3 vạn viện binh do cựu thù của Mehmed, Vlad III Dracula chỉ huy. Mehmed II buộc phải bỏ dở chiến dịch và quân đội Ottoman triệt thoái.
Năm 1480, Mehmed II chinh phạt bán đảo Ý, để thực hiện mưu đồ "thống nhất Đế quốc La Mã cổ đại" của Mehmed. Thoạt đầu, quân Ottoman dễ dàng đánh chiếm thành phố Otranto vào năm 1480, nhưng ngay năm sau (1481) quân đội của Giáo hoàng Sixtus IV (1471 - 1485) đã đoạt lại vùng này sau khi Mehmed qua đời.
Trong những năm 1443 - 1468, Đế quốc Ottoman phải đối phó với cuộc khởi nghĩa của nhân dân Albania do Skanderbeg lãnh đạo. Skanderbeg nguyên là một nhà quý tộc Albania và là đại diện của nhà Ottoman tại Albania dưới thời Murad II. Nhưng thay vì phục vụ cho sultan, Skanderbeg đã vùng lên khởi nghĩa và cố gắng lôi kéo lực lượng của các hoàng thân Albania yêu nước, nhắm cùng đấu tranh chống lại ách đô hộ của nhà Ottoman. Cuộc khởi nghĩa này đã ngăn trở mưu đồ tấn công vào bán đảo Ý của Đế quốc Ottoman trong suốt một thời gian dài.

### Kết quả
Những cuộc chiến của Mehmed II tại châu Âu chứng tỏ sự hiện diện của người Thổ ở đó không phải là nhất thời. Dưới thời Mehmed II, quân Ottoman chưa thể chiếm ưu thế trội hơn hẳn quân các nước vùng Balkan, nhưng cuộc chiến hãy còn tiếp diễn.
Kết quả của các cuộc chinh phạt trên là Mehmed đã nắm trong tay một Đế quốc Ottoman hết sức rộng lớn, gồm 28 tỉnh ở châu Âu và 21 tỉnh ở châu Á, bao trùm các phần đất của Hy Lạp, Thổ Nhĩ Kỳ, Bulgaria, Albania, Armenia và một phần Ukraina. Đến cuối đời, Mehmet bắt đầu sử dụng danh xưng "chúa tể của hai đất và hai biển" (hai đất là Tiểu Á và Romania, hai biển là Aegean và Hắc Hải).

## Các chính sách đối nội

### Chính sách hành chính
Mehmed II sở dĩ có thể liên tục chiến thắng trên chiến trường, một phần là vì các đối thủ của ông là những thế lực phong kiến cát cứ hoặc các vương triều già nua đang suy sụp, nhưng cũng là nhờ ông có những biện pháp cai trị đất nước và quản lý quân đội rất hữu hiệu. Trong mọi sự vụ, ông luôn cực lực bài trừ thái độ lề mề chậm chạp, thiếu khí thế của các quan chức và luôn chú ý đến hiệu quả thực tế của công việc. Ông đã hợp nhất chính sách trị dân cũ của hoàng đế Đông La Mã với chính sách trị dân của hoàng đế Thổ Nhĩ Kỳ. Mehmed còn viết một cuốn sách tổng hợp các học thuyết chính trị ở Đông La Mã và trong sách này, thuật ngữ 'chính trị' được dịch sang tiếng Ả Rập như "siyasah".

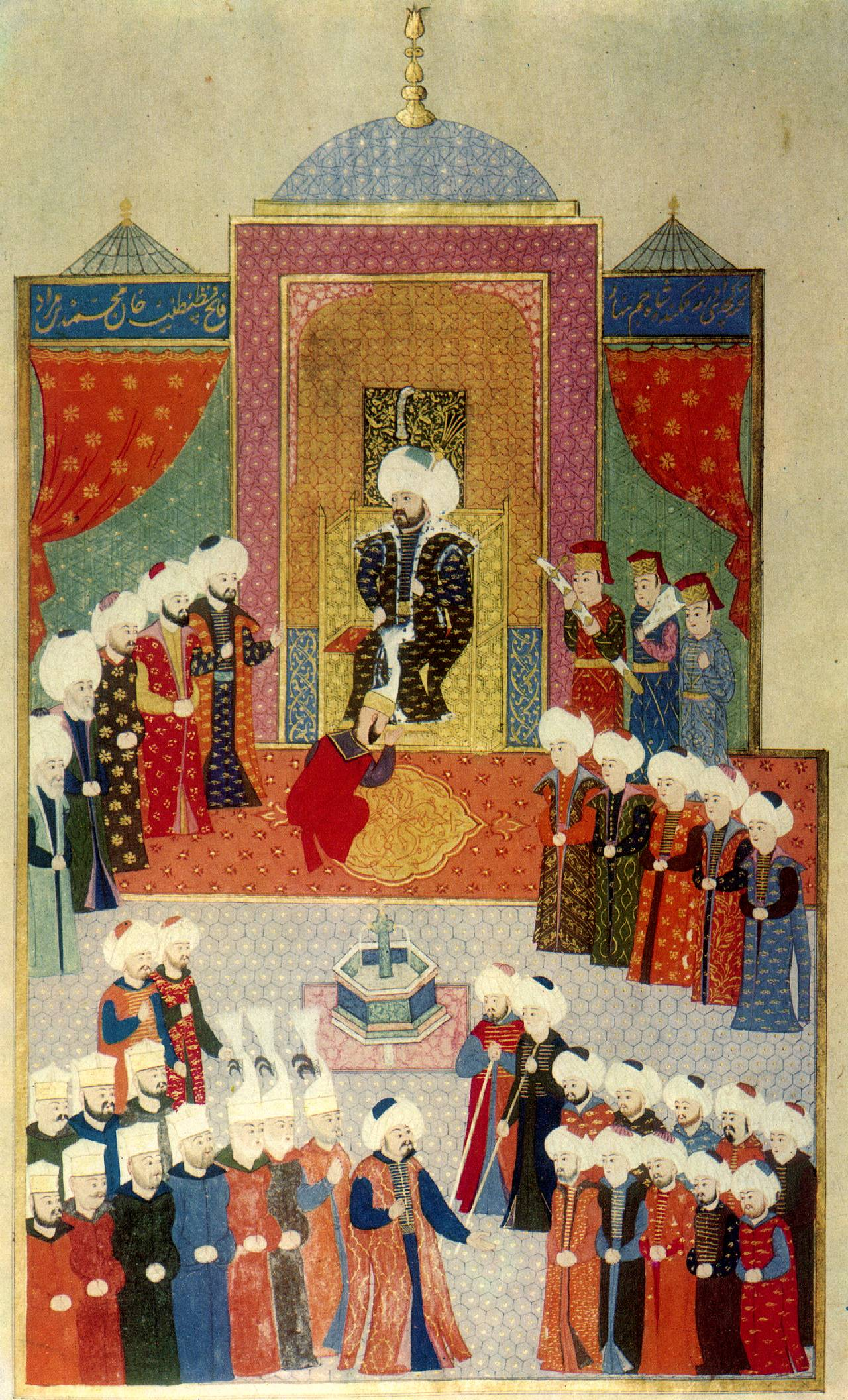
Triều đình Ottoman thời Mehmed II

Là người thừa kế của Đế quốc Byzantine, Mehmed buộc phải sửa đổi một chút hệ thống chính phủ mà ông đã kế thừa và kết hợp một số tổ chức hành chính và văn hóa nước ngoài. Tất cả những điều này đã được ông ghi chép tỉ mỉ trong quyển: Sách Pháp luật.
Ngay trong năm đầu tiên cai trị, Mehmed II đã bắt tay vào cải tổ các cơ quan của triều đình, đặc biệt là ngân khố của quốc gia. Ông ra lệnh cho các quan viên thu thuế phải kiểm tra kỹ lưỡng sổ sách, rồi lại phái người đến kiểm tra các sổ sách này thêm một lần nữa. Bất cứ quan viên nào để sổ sách không rõ ràng đều bị cách chức chờ xét xử. Các cơ quan triều đình và địa phương cũng được cải tổ sâu rộng. Mehmet quy định ba cơ quan: Phủ Thái tể, Văn phòng Tài vụ Đại thần và Văn phòng Chánh án Tối cao đều có quyền lấy danh nghĩa hoàng đế để ra các mệnh lệnh về hành chính, tài chính và tôn giáo. Tất cả những điều lệ về triều phục, địa vị, đãi ngộ,... của các quan viên đều được quy định chặt chẽ và ghi chép trong sách Nghi lễ.
Lúc này, triều đình Ottoman chia các quan chức ra làm hai loại: Nhân viên Nội đình bao gồm các sở Nội, Đốc sát, Tài chính, Đại sảnh, Tiểu sảnh chuyên lo việc sinh hoạt của hoàng đế và sinh hoạt trong cung, đảm nhiệm bởi các thái giám mặc áo dài trắng; nhân viên Ngoại đình gồm cố vấn của hoàng đế, thị vệ và các nhân viên triều đình chuyên lo việc sự vụ đất nước. Ở Trung ương gọi là hội nghị Quốc vụ, thành viên gồm cả tể tướng, chánh án Tối cao, tài chính Đại thần và thư ký Quốc vụ. Cơ quan này sẽ họp bàn với vua trong vòng mấy tiếng đồng hồ vào mỗi thứ bảy, chủ nhật, thứ hai và thứ ba hàng tuần. Còn ở sự vụ ở địa phương, bao gồm cả việc trưng binh trong thời chiến sẽ do những viên tổng trấn đảm nhiệm.

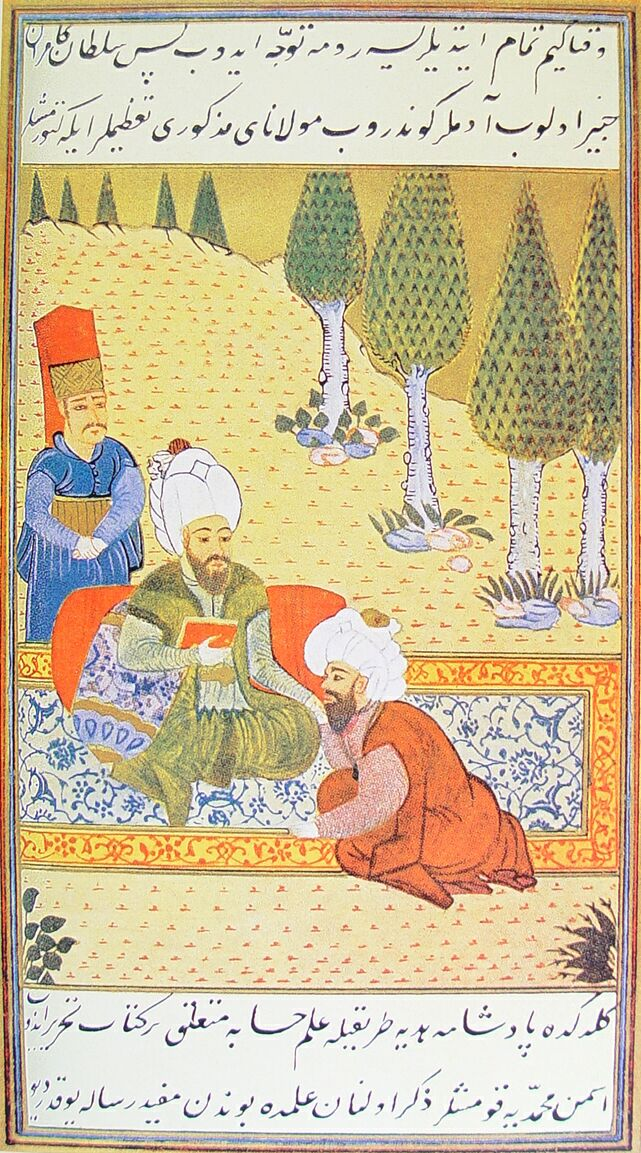
Fatih Sultan Mehmed II và Ali Kuşçu

Quốc vương Mehmed cho phép các Kitô hữu Byzantine ở lại Constantinople và tự do thực hành đức tin của họ. Ông đã cố gắng để tạo nên một liên kết văn hóa với các quốc gia châu Âu, ông cho mời các nghệ sĩ và học giả về kinh thành mới (Constantinople) để sáng tác dưới sự bảo trợ của ông. Ông đã cải thiện lại các con đường và kênh rạch ở thủ đô mới bị chinh phục của mình và ông cũng đã xây dựng lại nhiều công trình quan trọng, bao gồm cả Cung điện Topkapi nổi tiếng, nơi là nhà của các vị Sultan kế tiếp trong suốt lịch sử Ottoman.

### Xây dựng
Trong triều đại của mình, quốc vương Mehmed II đã cho xây dựng rất nhiều công trình, nổi bật nhất trong số này là cung điện của ông và nhiều Nhà thờ Hồi giáo vĩ đại, với các bệnh viện, trường cao đẳng và nhà tắm công cộng. Nhiều thành phố của Đế quốc dưới thời ông dã trở thành một trung tâm về chính trị, văn hóa và tâm linh của thế giới. Ông còn cho tái định cư cho nhiều công dân của vương quốc, khuyến khích người dân đến tân đô Istanbul để làm ăn, sinh sống.

### Chính sách quân sự
Về quân sự, Mehmed II cũng tiến hành nhiều cải cách. Dưới triều của ông, quân đội Ottoman mới được chia làm bộ binh (Akincis), kỵ binh và hải quân.
Bộ binh là nòng cốt của quân đội Ottoman. Trong chiến đấu, bộ binh cùng gươm và cung tên tác chiến cùng với kỵ binh, hoặc tập hợp thành các đội pháo binh để công phá thành lũy. Kỵ binh rất được Mehmed quan tâm, vì thời bấy giờ tác chiến chủ yếu dựa vào kỵ binh. Số kỵ binh do các lãnh chúa phong kiến cung cấp cho quân đội. Ngoài ra, Mehmed cũng tổ chức một đội kỵ binh thường trực, tuyển mộ từ Cấm vệ quân hoặc những người hầu.
Hải quân Ottoman mãi tới thời sultan Mehmed II mới được xem là một lực lượng chính quy, và nó bắt đầu phát triển mạnh mẽ cũng vào thời của ông. Mehmed đã bắt đầu cho xây dựng một số xưởng đóng thuyền chiến trên các cảnh ven bờ biển để gia tăng số lượng hải thuyền của đế quốc. Nguyên nhân của việc này là nhằm hoàn thành việc vây hãm, cô lập Constantinopolis và khống chế hải lộ trên biển Đen và biển Aegean. Kết quả, trong một thời gian ngắn Ottoman đã có một lực lượng hải quân to lớn gồm ba bốn trăm chiếc thuyền, đủ sức đương đầu với các hạm đội Tây Ban Nha, Pháp và cộng hòa Venezia đương thời. Trong trận Constantinopolis, hải quân Ottoman đã đóng một vai trò rất quan trọng.

### Pháp luật và quan hệ phong kiến dưới thời Mehmed II
Mehmed II đã ban bố bộ luật đầu tiên của đế quốc Ottoman. Bộ luật này đã xác định nghĩa vụ của người nông dân đối với lãnh chúa phong kiến, đồng thời xác định chế độ phân phối ruộng đất phong kiến của đế quốc.
- Thân phận người nông dân: theo bộ luật, người nông dân phải đóng đủ thứ tô thuế nặng nề cho lãnh chúa, đồng thời còn phải đi phu tải lương cho chúa phong kiến và làm việc bảy ngày không công trên đất của chúa phong kiến hàng năm. Nếu người nông dân để ruộng đất bỏ hoang trong một năm thì chúa phong kiến có quyền tịch thu nhà cửa ruộng đất của họ, đồng thời đánh thuế nặng trên phần đất này để bù vào tổn thất của mình. Tất cả những điều này có mục đích là buộc chặt người nông dân với ruộng đất.[4]
- Phân chia ruộng đất: ruộng đất được chia làm ba loại: của Giáo hội, của quốc gia và của tư nhân. Trong đó ruộng đất của quốc gia là lớn nhất. Ruộng của quốc gia lại được chia làm ba loại nhỏ. Loại thứ nhất là ruộng của hoàng gia và các đại thần, mỗi năm thu nhập vào khoảng 10 vạn akche (đơn vị tiền tệ Ottoman, thời đó 1 akche mua được 7 kg bột mì). Số ruộng hai loại kia được cấp phát cho các địa chủ bậc trung (thu nhập hằng năm từ 2 vạn - 10 vạn akche) và bậc nhỏ (thu nhập hằng năm 2000 - 1 vạn akche), tính tổng cộng có chừng 1 vạn địa chủ loại này. Các lãnh chúa phong kiến có nghĩa vụ phải nộp thuế và cống phẩm cho vua, trưng tập kỵ binh (trong thời chiến) và phải vâng theo mệnh lệnh của vua. Số lãnh chúa này tạo nên nền tảng thống trị của đế quốc.[4]

### Chính sách tôn giáo

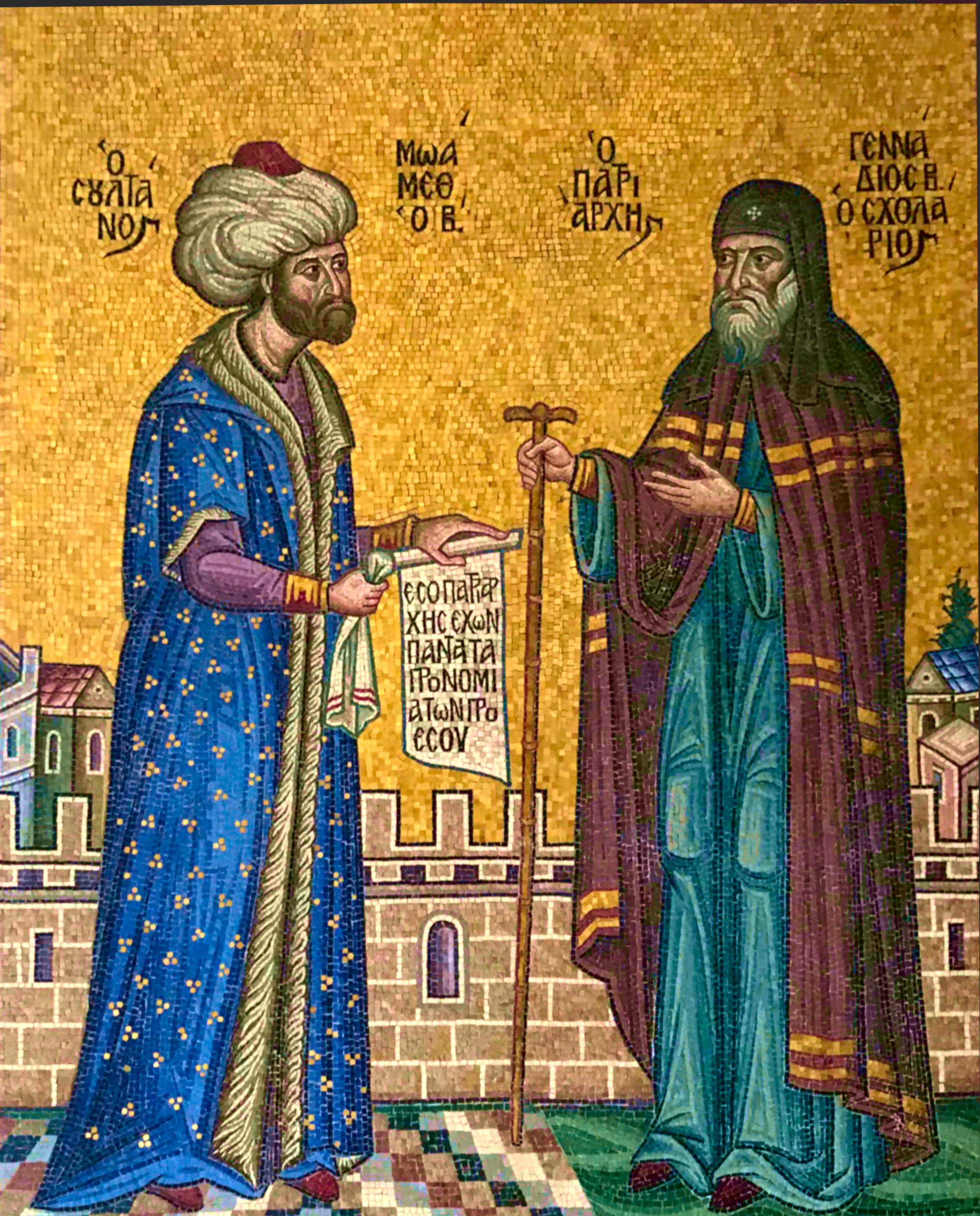
Giáo trưởng Gennadios Scholarios và Mehmed II.

Có một điều đáng chú ý là thái độ của Mehmed II đối với tôn giáo rất là khoan dung và rộng rãi so với nhiều bậc đế vương cùng thời. Ông đã chấp nhận Chính thống giáo Đông phương, cho phép cho các giáo trưởng Thiên Chúa giáo truyền đạo ở Thổ Nhĩ Kỳ.
Ông đối xử rất khoan hồng với giáo dân và giáo hội Thiên Chúa giáo tại Constantinopolis và trên toàn đế quốc. Mehmed II cho phép cộng đồng Thiên Chúa giáo được tự trị ở Constantinopolis, và ông bổ nhiệm một cựu giáo trưởng Constantinopolis có quan điểm bất đồng với hoàng đế Constantinus XI làm tổng Giám mục của thành phố. Sau khi quân Ottoman chiếm Constantinopolis, tất nhiên là nhiều thánh đường Thiên Chúa giáo bị phá bỏ hoặc đổi thành thánh đường Hồi giáo (ví dụ đại thánh đường St. Sophia nổi tiếng ở Constantinopolis đã bị đổi thành thánh đường Hồi giáo Hagia Sophia), nhưng phần lớn những thánh đường Thiên Chúa giáo khác vẫn tồn tại. Dưới sự lãnh đạo của tổng Giám mục, họ có quyền tự trị về mặt tôn giáo, văn hóa và có một hệ thống pháp luật riêng (tất nhiên là họ vẫn phải tuân theo một số luật chung của đế quốc Ottoman). Thậm chí họ còn khỏi phải đi binh dịch và được phép mở trường học riêng để dạy bằng ngôn ngữ dân tộc. Tuy nhiên ông chỉ cho phép các tín đồ Chính thống giáo Đông phương được sống ở Constantinopolis, trục xuất di dân đến từ Genova và Venezia cũng như các tín đồ Hồi giáo và Do Thái giáo ra khỏi thành phố này.
Về sau, Mehmed cũng cho phép giáo hội Thiên Chúa giáo của người Armenia, giáo hội Do Thái giáo của người Do Thái và giáo hội Hy Lạp cũng được hoạt động tự do trong khuôn khổ pháp luật của đế quốc Ottoman. Tất cả các giáo hội này được gọi là millet, (tạm dịch là tập đoàn hoặc dân tộc có tín ngưỡng đặc thù trong đế quốc Ottoman) mỗi millet do một lãnh tụ đứng đầu, có trách nhiệm trưng thu thuế cho hoàng đế Ottoman và đảm bảo các giáo dân biết giữ pháp luật và trung thành với triều đình Osman. Các millet ngoài việc chịu chung nghĩa vụ binh dịch, thuế má, tất cả phần còn lại đều được Mehmed cho phép tự trị. Những giáo dân trong millet khi phạm tội cũng chỉ bị xét xử trong các tòa án riêng của millet và chỉ chịu phạt theo luật riêng của millet, trừ những tội có dính đến trị an và hình sự thì phải bị trừng trị theo luật chung của đế quốc. Chính miệng ông đã nói với lãnh thụ người Serbia rằng: 
| “            | Bên cạnh một nhà thờ Hồi giáo, đều phải xây dựng một nhà thờ Thiên Chúa giáo, dân chúng của ông có thể cầu nguyện trong nhà thờ. | ” |
| — Mehmed II, | |   |

Mehmed cũng đã tuyển mộ đội tân binh đến từ Devshirme. Trong đội quân này có nhiều giáo dân Thiên Chúa giáo trẻ tuổi. Đội quân này được chia làm 2 nhóm: các lính tráng có đủ tư cách nhất sẽ được phục vụ nhà vua trong cung điện; những người kém tài hơn nhưng có thể lực tốt thì sẽ được gia nhập toán Cấm vệ quân janissary của vua.

### Văn hóa - Giáo dục

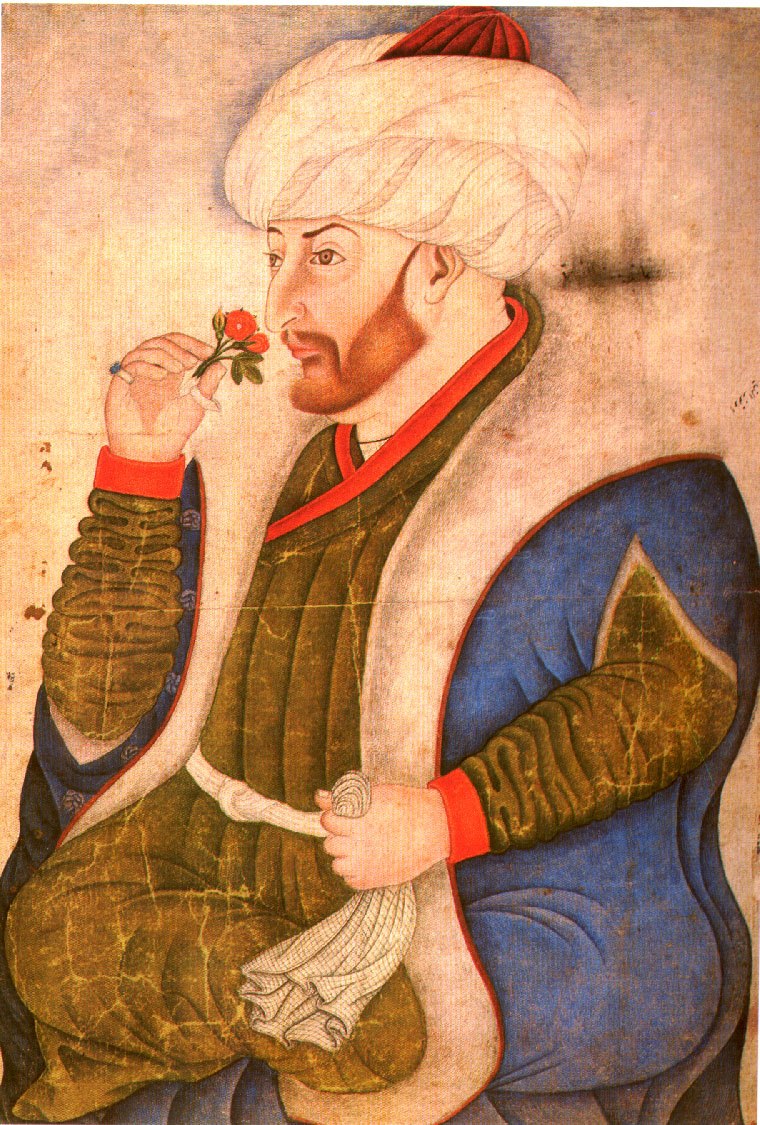
Tranh vẽ Mehmed II, trong Tập ảnh Sarayi

Ngay từ thời niên thiếu, Mehmed II đã bộc lộ một sự yêu thích đặc biệt về văn học và nghệ thuật. Sau này khi lên làm vua, ông mời nhiều danh họa Ý, người theo chủ nghĩa nhân văn và nhà triết học Hy Lạp đến cung điện, nói đúng hơn là chung quanh Mehmed thường tụ tập rất nhiều văn nhân học giả, cùng nhau bàn chuyện quốc sự hay làm thơ, vẽ tranh.

Tughra của Thổ Hoàng Mehmed II

Mehmed II cũng đã sáng tác một tập thơ thể hiện tình yêu thiên nhiên tha thiết và miêu tả những khung cảnh hoành tráng trên chiến trường. Đặc biệt, Mehmed đã phá vỡ thông lệ "không sùng bái hình nộm" của đạo Hồi, mà mời nhiều danh họa nổi tiếng ở Ý về vẽ chân dung cho ông. Một trong số họ chính là họa sĩ Gentile Bellini người Venezia, đã vẽ một bức chân dung nổi tiếng của Mehmet II. ông đã ra lệnh sưu tập nhiều bức danh họa nổi tiếng của đế quốc Đông La Mã cũng như những bức họa nổi tiếng khác trên thế giới. Đáng chú ý, trong số những bức họa được triều đình Ottoman cất giữ từ thời Mehmet II trở đi, có nhiều bức họa đời nhà Minh của Trung Quốc đương thờ.
Giáo dục cũng là một mặt được Mehmed II quan tâm. Ông đã đầu tư xây dựng nhiều thư viện, trường học... tại kinh đô mới Constantinopolis. Chỉ riêng tại thánh đường Hồi giáo The Conqueror, Mehmed đã cho dựng lên bốn trường cao đẳng kinh văn xung quanh. Đồng thời ông cũng cho xây một trường học nội cung mới tại địa điểm của cung vua cũ ở Constantinopolis, nhằm đào tạo những quan viên được huấn luyện bài bản về mặt hành chính, bù đắp vào nhu cầu ngày càng tăng về các quan chức hành chính do cương thổ đế quốc càng lúc càng mở rộng. Học sinh chủ yếu là các tù binh 10-15 tuổi hoặc các thanh thiếu niên ở các giáo khu Thiên Chúa giáo. Chương trình học kéo dài 10-12 năm, bao gồm các môn như ngữ văn, văn học, nhạc, pháp luật, thần học, quân sự, toán, triết học, quản lý học và quản lý hành chính, thuế vụ, tài chính... Những học sinh nào không qua được các kỳ kiểm tra sẽ bị đuổi học ngay. Bản thân Mehmed cũng thường đến thăm hỏi tiến độ học tập của các học sinh trong trường.
Để nâng cao chất lượng giáo dục, Mehmed II không ngại tốn kém, cho vời nhiều học giả nổi tiếng trong giới Hồi giáo cũng như tại châu Âu thời đó về giảng dạy tại các ngôi trường của Ottoman. Có dạo, khi ông vời được một nhà thiên văn nổi tiếng người Trung Á về thủ đô Constantinopolis, ngay lập tức tại ngoại ô Constantinopolis liền tiến hành xây dựng một ngôi trường lớn về toán học và một đài thiên văn bên cạnh.

## Qua đời

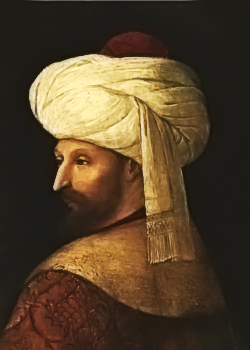
Họa phẩm sơn dầu của Thổ Hoàng Mehmed II.

Giống như nhiều vị đế vương khác, trong thời kỳ cai trị của mình Mehmed II luôn luôn phải đối phó với những cuộc đấu tranh quyền lực trong triều đình. Đặc biệt nghiêm trọng, năm 1472 các đại thần phản loạn từng tổ chức âm mưu phế bỏ Mehmed để lập Cem, một đứa con nhỏ của ông lên ngôi, nhưng may mắn thay âm mưu bị phát hiện và những người dính líu đều bị trừng phạt. Vì vậy, từ một vị vua cởi mở, ưa kết giao, Mehmed II về cuối đời trở nên hết sức đa nghi. Ông đã sắp xếp rất nhiều biện pháp nhằm bảo vệ sự an toàn của bản thân. Ví dụ ông không cho bất kỳ ai mang vũ khí khi vào cung, kể cả những cận vệ của ông cũng phải vào tay không. Khi ăn ông không bao giờ ngồi chung bàn với người khác, và món ăn nào ông cũng bắt thuộc hạ nếm thử, khi biết không có độc ông mới ăn. Ông cũng xây dựng rất nhiều cụm bố phòng quanh cung điện. Để đề phòng bị giết hại khi tắm, ông đã đặt nhiều thiết bị phòng vệ chung quanh nhà tắm, và các cửa vào nhà tắm chỉ có thể từ trong mở ra, người ngoài không vào được. Cánh cửa cuối cùng còn lắp đặt máy bắn tên tự động.
Theo Thập đại tùng thư, đề phòng kỹ như vậy Mehmed vẫn chết do bị ám sát. Cụ thể, Mehmed II bị sát hại tại Hunkârçayiri gần Gebze, Constantinopolis ngày 3 tháng 5 năm 1481 lúc mới 52 tuổi, được tin là do bị các thái y gốc Do Thái đầu độc, còn kẻ chủ mưu là thái tử Bayezid, do Bayezid quá nôn nóng kế thừa vương vị. Tình cảnh chết của ông rất thê thảm, cả mũi và miệng đều trào máu. Tương truyền trong thời gian này ông đang điều động binh mã đến miền Bắc Tiểu Á để chuẩn bị một cuộc viễn chinh, nhưng cái chết bất ngờ của ông đã khiến cuộc viễn chinh cùng với Mehmed vĩnh viễn nằm sâu dưới ba tấc đất.

## Trong văn hoá đại chúng
Murad II (cha của Mehmed II) được miêu tả bởi İlker Kurt trong bộ phim năm 2012 ''Fetih 1453. Trong'' phim, Murad II được miêu tả là một vị vua cố gắng chinh phục thành Constantinople và do đó, ông ta thiếu quan tâm đến người con trai Mehmed II (do diễn viên Devrim Evin thủ vai).
Ông cũng được Vahram Papazian miêu tả trong bộ phim Albania ''The Great Warrior Slanderbeg'' năm 1953. Trong phim, Mehmed được miêu tả như một kẻ xâm lược tàn bạo.